# Baini Hu
Baini Hu (kinesiska: 白泥湖) är en sjö i Kina. Den ligger i provinsen Hunan, i den södra delen av landet, omkring 150 kilometer norr om provinshuvudstaden Changsha. Baini Hu ligger 22 meter över havet. Arean är 8,2 kvadratkilometer. Trakten runt Baini Hu består till största delen av jordbruksmark. Den sträcker sig 4,3 kilometer i nord-sydlig riktning, och 6,4 kilometer i öst-västlig riktning.
Genomsnittlig årsnederbörd är 1 758 millimeter. Den regnigaste månaden är maj, med i genomsnitt 229 mm nederbörd, och den torraste är december, med 39 mm nederbörd.